# ケビン・M・ドーク
ケビン・ドーク（Kevin M. Doak、1960年 - ）は、アメリカ合衆国の歴史学者、専攻：日本近代史・日本思想史。ジョージタウン大学東アジア言語文化学部教授、ウェイクフォレスト大学教授、イリノイ大学教授。また京都大学、東京大学、立教大学、甲南大学、東海大学に留学経験があり現在はこれら5つの大学の客員教授である。

## 来歴
高校時代に日本（長野県上田市）に留学。イリノイ州クインシー・カレッジ卒業。シカゴ大学で博士号取得。イリノイ大学准教授を経て、ジョージタウン大学教授。麗澤大学国際問題研究センター客員教授。公益財団法人国家基本問題研究所客員研究員。
第1回「寺田真理記念・日本研究賞」（「国基研 日本研究賞」）受賞。

## 日本との関係
ドークは大東亜戦争を人種戦争 (race war)であると定義付けている。

## 著書
- 『日本浪曼派とナショナリズム』（小林宜子訳、柏書房「パルマケイア叢書」、1999年）

原著：Dreams of Difference: the Japan Romantic School and the Crisis of Modernity, University of California, 1997)
- 『大声で歌え「君が代」を』（工藤美代子訳、PHP研究所、2009年）

原著：A History of Nationalism in Modern Japan:Placing the People, Brill(Leiden))
- 『日本人が気付かない世界一素晴らしい国・日本』（ワック・新書判、2016年）

## 編著
- Xavier’s　Legacies:　Catholicism in Modern japanese Culture、University of Columbia Press,2011